# Creve Coeur Lake
Der Creve Couer Lake ist ein See in der US-amerikanischen Stadt Maryland Heights im Bundesstaat Missouri.

## Geschichte
Der Creve Coeur Lake entstand vor mehreren tausend Jahren, als ein Mäander des Missouri River abgeschnitten wurde. In der damaligen Form variierte die Tiefe des Sees von 10 bis 30 Fuß und bedeckte über 400 Morgen. Bis Mitte des 20. Jahrhunderts befand sich westlich des großen Sees ein kleinerer See. Dieser wurde The Upper oder Little Creve Coeur Lake genannt. Aufgrund von Schlammbildung verschwand dieser jedoch mit der Zeit. Der Lake Coeur Lake wurde zum Standort eines großen Ferienortes und Urlaubsgebiets. Zu dieser Zeit war der See ungefähr zweieinhalb Meilen lang und eine Meile breit. 1881 baute die Missouri Pacific Railroad von der Laclede Station aus eine Stichleitung zum See. Jacob Studt, ein lokaler Bauer und Ladenbesitzer, baute das erste von mehreren Hotels, Tanzpavillons und Bootshäusern am Oberen See. 1889 bot er Grundstücke und eine Subvention für die jährliche Messe an, die dort etwa dreißig Jahre lang stattfand.
Im Rahmen der Olympischen Sommerspiele 1904 in St. Louis fanden auf dem See die Ruderwettbewerbe statt. Nach der Weltausstellung, die im gleichen Jahr wie die Spiele stattfand, wurde ein 77 Meter hoher Aussichtsturm vom Forest Park in St. Louis in den angrenzenden Park verlegt. Zwischen 1950 und 1955 war der See fast ausgetrocknet, lokale Naturschützer versuchten infolgedessen die Fische im See zu retten. In den folgenden Jahren stieg der Missouri River wieder an, wodurch dieser wieder mit Wasser sich füllt und auch der Fischbestand wieder anstieg. Von 1974 bis 1981 fanden am See Baggerarbeiten statt und der See wurde tiefer und vergrößert.